# تشارلز إدوارد دوق ألباني وساكس كوبورج وغوتا
كارل إدوارد أو تشارلز إدوارد (ليوبولد تشارلز إدوارد جورج ألبرت؛  19 يوليو 1884 - 6 مارس 1954)؛ في مراحل مختلفة من حياته اعتبر أميرًا بريطانيًا، ودوقًا ألمانيًا، وسياسيًا نازيًا، كان آخر دوق حاكم لساكس كوبورغ وغوتا، إحدى ولايات الإمبراطورية الألمانية منذ 30 يوليو 1900 حتى 14 نوفمبر 1918، شغل لاحقًا مناصب متعددة في النظام النازي، بما في ذلك قائد الصليب الأحمر الألماني، وعمل دبلوماسيًا غير رسمي للحكومة الألمانية.
كان والديه هما الأمير ليوبولد دوق ألباني والأميرة هيلين من فالدك وبيرمونت، وكان أجداده لأبيه فيكتوريا ملكة المملكة المتحدة والأمير ألبرت من ساكس كوبورغ وغوتا، ومن خلال والدته هو ابن خالة فيلهلمينا ملكة هولندا، توفي الأمير ليوبولد قبل ولادة ابنه، وُلد الأمير تشارلز إدوارد في ساري بإنجلترا ونشأ كأمير بريطاني، سمي بذلك لأن والده أراد تسميته تيمناً بمدعي القديم تشارلز إدوارد ستيوارت أثناء منتصف القرن الثامن عشر، كان طفلاً عليلاً وطور علاقة وثيقة مع جدته وشقيقته الوحيدة أليس، تلقى تعليمه الأولي في كلية إيتون، وفي عام 1899 تم اختيار تشارلز إدوارد لخلافة عرش ساكس كوبورغ وغوتا لأنه كان يُعتبر صغيرًا بما يكفي لإعادة تعليمه كألماني بعد تنازل عمه الأمير آرثر وابنه آرثر، انتقل إلى ألمانيا في سن 15، بين عامي 1899 و1905 تم وضعه من خلال أشكال مختلفة من التعليم بتوجيه من ابن عمته الإمبراطور الألماني فيلهلم الثاني.
اعتلى كارل إدوارد العرش الدوقي في عام 1900 ولكنه حكم من خلال الوصاية حتى عام 1905، وفي عام 1905 تزوج الأميرة فيكتوريا أديلايد من شليسفيغ هولشتاين ابنة شقيقة الإمبراطورة أوغستا فيكتوريا من شلسفيغ-هولشتاين، وأنجبت له خمسة أطفال: من بينهم سيبيلا والدة كارل السادس عشر غوستاف ملك السويد، كان الدوق حاكمًا محافظًا مهتمًا بالفن والتكنولوجيا، حاول التأكيد على ولائه لبلده المتبني من خلال العديد من الإيماءات الرمزية رغم أصوله إليها، ومع ذلك كان ارتباطه الوثيق المستمر بالمملكة المتحدة أمرًا منفرًا لكل من رعيته والنخبة الألمانية، اختار دعم الإمبراطورية الألمانية خلال الحرب العالمية الأولى، تم خلعه خلال الثورة الألمانية مثل الأمراء الألمان الآخرين، وكما فقد ألقابه البريطانية نتيجة لقراره بالانحياز ضد الإمبراطورية البريطانية.
خلال عشرينيات القرن العشرين أصبح تشارلز إدوارد داعمًا معنويًا وماليًا للجماعات شبه العسكرية اليمينية المتطرفة في ألمانيا، وبحلول أوائل الثلاثينيات أصبح يدعم الحزب النازي وانضم إليه عام 1933، ساهم في الترويج لأفكار تحسين النسل التي مهدت الطريق لقتل العديد من ذوي الإعاقة، وشارك في محاولة تغيير آراء الطبقة العليا البريطانية نحو اتجاه أكثر تأييدًا لألمانيا، ازدادت مواقفه تأييدًا للنازية خلال الحرب العالمية الثانية، على الرغم من أنه من غير الواضح مدى دوره السياسي، بعد الحرب احتُجز لفترة، وأدانته محكمة مختصة بنزع النازية بحكم قضائي بسيط، وتوفي بالسرطان عام 1954.

## روابط خارجية
- تشارلز إدوارد دوق ألباني وساكس كوبورج وغوتا على موقع مونزينجر (الألمانية)
- تشارلز إدوارد دوق ألباني وساكس كوبورج وغوتا على موقع ميوزك برينز (الإنجليزية)